# 정관의 치
정관의 치(貞觀之治, 627년~649년)는 당나라 제2대 황제 태종 이세민 시기의 태평성대를 의미한다. 중국 역사상 가장 번영했던 시대 중 하나로, 이때 태종을 보좌했던 인물들은 위징, 방현령, 장손무기, 두여회, 울지경덕, 이정, 이적 등이 있다. 태종은 이들의 보좌를 받으며 밖으로는 돌궐을 제압하는 한편 토번을 회유했으며, 안으로는 조용조 제도와 부병제, 균전제 등의 제도를 마련하고 과거제를 정비했다. 이로 인해, 당의 기틀이 마련되었다.
태종은 신하들이 자유롭게 자신을 비판할 수 있는 분위기를 조성하였으며, 신하들의 건의도 매우 잘 들었다. 한번은 당 태종이 누군가를 사형에 처하라는 조서를 내렸는데 손복가가 형벌이 지나치다고 비판하며 반대하자 태종은 손복가에게 후한 상을 주었고, 누군가 이를 비판하자 자유롭게 황제(이세민)를 비판할 수 있게 하기 위함이라고 설명했다. 다만, 성격이 약간 다혈질이었는지 위징이 수시로 간하여 난처하게 하자 그를 죽이려다 주변인의 만류로 그만두었다는 일화가 있다. 또한 이세민은 현무문의 변 직전에 진왕부를 공격했던 장군 설민철을 거두어 등용하고, 그 휘하 관료들도 대거 등용하였다. 누군가 진왕 시절의 이세민의 부하였던 자를 모두 등용하자고 하자 이세민은 황제와의 사적 관계가 있다고 중용하는 것은 옳지 못하다고 말하였다.
또, 유범은 이세민의 아들 오왕 이각(삼국지의 이각이 아니다)이 사냥 중 농민의 밭을 망가뜨리자 그를 탄핵했고, 이세민은 아들인 이각을 파면하고 식읍의 일부를 몰수했다. 또한, 정관률을 제정해 초기의 수 문제 양견과 마찬가지로 몸소 법을 지키고 간언을 잘 들음으로서 정관의 치 시기를 더욱 빛나게 하였다. 그러나, 어둠의 그림자도 드리워졌다. 말년의 당 태종은 간언을 잘 듣지 않으려 하였고, 백성의 부역을 늘렸다. 백성이 부역을 피하려 수족을 자르는 일이 생기자 그들을 처벌하고 부역을 지우라고 명하는 등 수 양제같은 모습을 보인다. 위징은 생전에 이세민에게 초심을 잃는 것을 경계하라고 했지만 이세민은 결국 초심을 잃고 말았다. (대표적으로 궁궐을 많이 지었다고 한다.)
이 무렵, 고구려를 침공하여 요동성, 백암성, 비사성을 함락하였으나 안시성에서 패하고 고구려군의 핍박으로 인해 험한 길로 퇴각하였다.
649년에 죽음을 앞둔 태종은 아들 당 고종을 위해 직접 제범 12조를 편찬하는 한편, 자신의 잘못은 본받지 말라고 말하며 자신의 잘못을 모두 말해준다. 이러한 태도는 비록 이세민이 말년에 실정을 저질렀어도 정관의 치의 빛이 완전히 꺼지지 않게 해 주는 가장 큰 요인이었다.
태종의 뒤를 이어 즉위한 고종은 태종 때의 관료들을 그대로 등용하였고 그에 따라 태종을 도와 정관의 치를 이룩한 관료들은 계속해서 정치를 이끌었으나, 측천무후가 권력을 장악하는 과정에서 기존의 관료들을 대거 파직하고 새로운 인재들을 등용하여 자신의 친위세력으로 삼으면서 당은 새로운 시대로 접어들게 된다.
한편 측천무후는 중앙집권체제와 관리 감찰을 강화하는 한편 농업 발전에도 힘을 기울여서, 그녀의 치세를 무주의 치라고도 한다.